# Bruna Tatiana
Bruna Tatiana (Lobito, Benguela, Angola em 1978) é uma Cantora e Compositora Angolana. começou a ter fama, quando Ganhou o desfile de moda.

## Carreira
Participou em 1997 na primeira edição do Big Brother Africa pela Gala TVC. Foi membro do grupo SSP. Em 1999 lançou o álbum "Meu Lado Zouk". Em 2002, apresentou “Bruna”, este último internacionalizou a sua carreira e permitiu que ganhasse alguns prémios por África. Em 2011 com o disco intitulado “Butterfly Eleven” produzido nos Estados Unidos.

## Vida
Em 21 de Janeiro de 2013, numa Segunda-feira, nasce sua primeira filha, Ádria Dayomi em Roma na Itália. A gravidez é fruto do relacionamento com o jovem que estudou com a artista nos Estados Unidos, Mário Cadete.

## Discografia
- 1999: Meu Lado Zouk
- 2002: Bruna
- 2011: Butterfly Eleven
- 2015: "I AM"